# マルコム・フレーザー
ジョン・マルコム・フレーザー（英語: John Malcolm Fraser、1930年5月21日 - 2015年3月20日）は、オーストラリアの政治家。第22代首相（1975年 - 1983年）や、オーストラリア自由党党首などを歴任した。

## 経歴
ビクトリア州メルボルン近郊のトゥーラックに生まれ、実家の羊牧場で育つ。1952年にオックスフォード大学モードリン・カレッジで政治学・経済学の学位を取得したのち、ビクトリア州西部にある実家の所有地を継ぐために帰国。1954年の総選挙では落選したが、翌年の総選挙でワノン選挙区から立候補し初当選。オーストラリア史上最年少の25歳で下院議員となった。1966年、ハロルド・ホルト政権で陸軍相となり、次のジョン・ゴートン政権でも文部科学相（1968年 - 1969年）と国防相（1969年 - 1971年）を務めたが、1971年に閣僚を辞任し、「首相の大任を果たせていない」としてゴートンを批判。ゴートンの辞任とウィリアム・マクマホン政権の誕生を招いた。マクマホン政権では再び、文部科学相を務めた。
1972年の総選挙で自由党と国民党からなる保守連合が敗れると、自由党の党首に立候補したが、ビリー・スネッデンに敗れた。1974年の総選挙でも保守連合が敗れるとスネッデン下ろしをはじめ、翌年3月に党首に就任した。上院で野党が優位を占めていることを利用して、当時のゴフ・ホイットラム政権に予算案の通過を阻止するなどして抵抗し、1975年の憲政危機の原因をつくった。この憲政危機はジョン・ロバート・カー総督がホイットラム首相を罷免するという、オーストラリア史上初の措置によって決着したが、一連の危機におけるフレーザーの行動が正しいものであったか、総督の決定に関与したことが適切であったかについてはなお議論が続いている。フレーザーは、前任者の罷免にともなって就任したオーストラリア史上唯一の首相である。
ホイットラムが罷免されたことにより、フレーザーは当初、職務代行者という形で首相に就任した。1975年の総選挙では保守連合が地滑り的勝利を収め、1977年と1980年の総選挙でも勝利した。首相としては外交を重視し、ほとんどの歴代首相より活発に国際的な舞台で活躍した。1976年には、日本との間に日豪友好協力基本条約を締結した。多文化主義を支持していたため、任期中に南ベトナムからのボートピープルなど、多くの非白人移民を受け入れ、白豪政策を事実上終結させた。また、公共放送のスペシャル・ブロードキャスティング・サービス (SBS) を設立した。一方、経済政策では成果に乏しく、とりわけ任期の終わりには党内の経済合理主義者や財政保守主義の勢力と衝突した。
1983年の総選挙で敗れたことにより、政界を引退し、その後は国際連合やイギリス連邦で役職を務めた。1990年から1995年には、NGOの国際ケア機構の理事長を務めた。2006年には旭日大綬章を受章した。2015年3月20日に死去した。84歳没。2009年にトニー・アボットが自由党の党首となると、党の方向性に異論を唱えて離党した。フレーザーの首相在任期間は、ロバート・メンジーズ、ジョン・ハワード、ボブ・ホークに次ぐ歴代4位となっている。